# شوکشا
شوکشا (به لاتین: Shoksha) یک منطقهٔ مسکونی در روسیه است که در استان آرخانگلسک واقع شده‌است.